# جامع الحلبوني
جامع الحلبوني هو أحد جوامع مدينة دمشق، الواقع خارج أسوارها الغربية، في حي القنوات، في الجنوب الغربي من مبنى محطة الحجاز وشارع النصر والتكية المولوية، عند زاوية تعامد جادة الربيعي مع شارع الحلبوني، شيد الجامع في فترة الإستعمار الفرنسي متاثراً بالعمارة العثمانية، حيث أشترى حسن أفندي الحلبوني موقع الجامع فعمره سنة 1927م / 1346هـ كما هو مكتوب على النقش الحجري فوق الباب، ويذكر العلبي أنه شيد سنة 1933م / 1352هـ، استناداً إلى النقش في المحراب.